# Chapter 7
Chapter 7 of Title 11 of the United States Code (kurz Chapter 7) ist der Abschnitt des US-amerikanischen Insolvenzrechts (englisch Bankruptcy code), der den Prozess der Liquidation der verbliebenen Vermögenswerte eines Schuldners organisiert. Er ist sowohl auf Unternehmen als auch Privatpersonen anwendbar und ist das Gegenstück zu Chapter 9, Chapter 11 und Chapter 13, die die Regeln für eine Reorganisation festlegen. Die Beantragung einer Liquidation wird im amerikanischen Raum auch als to file under chapter 7 umschrieben. Es ist die am häufigste angewandte Verfahrensform des amerikanischen Insolvenzrechts.

## Beschreibung
Die Verfahrensweise gemäß U.S. Bankruptcy Code zur Eröffnung eines Insolvenzverfahrens zur Liquidation und Reorganisation ist trotz der unterschiedlichen Zielsetzung ähnlich und unterscheidet zunächst zwischen zwei Fallvarianten:
Im ersten Fall kann ein Insolvenzverfahren nach Chapter 7 oder 11, im Fall von Privatpersonen zusätzlich auch gemäß Chapter 13, nach freiwilliger Beantragung durch den Schuldner erfolgen (voluntary case). Die Verfahrenseinleitung im freiwilligen Fall erfordert weder das Vorliegen einer für die Deckung der Verfahrenskosten ausreichende Insolvenzmasse, noch muss eine tatsächliche Zahlungsunfähigkeit oder rechnerische Überschuldung eingetreten sein. Gleichwohl darf das Verfahren nicht gegen Treu und Glauben oder rechtsmissbräuchlich eingeleitet werden. Als Beginn des Verfahrens (commencement of a case) gilt bereits die Antragsstellung und Entrichtung der entsprechenden Gebühren bei einem Insolvenzgericht (bankruptcy court). Natürliche Personen müssen zuvor zusätzlich 180 Tage Schuldnerberatung in Anspruch genommen haben. Mit dem Zeitpunkt der freiwilligen Antragstellung sind sowohl Schuldner als auch Gläubiger dem order for relief, d. h. den rechtlichen Folgen des Insolvenzverfahrens, unterworfen: Durch den Antrag wird die Insolvenzmasse begründet und zum Sondervermögen (estate) deklariert. Gleichzeitig unterbindet ein Moratorium (automatic stay) einseitige Handlungen gegen den Schuldner, z. B. Klagen, Vollstreckungen, Kündigung von bestehenden Verträgen oder die Realisierung dinglicher Rechte. Es soll unterbinden, dass sich ein Gläubiger gegenüber einem anderen einen Vorteil verschafft. Das Verfahren nach Chapter 7 fordert außerdem die umgehende Einsetzung eines vorläufigen Insolvenzverwalters. Zu seinen Aufgaben zählt die Einberufung eine Versammlung aller Gläubiger mit ungesicherten Forderungen, die über den endgültigen Insolvenzverwalter bestimmt. Dieser übernimmt die Insolvenzmasse mit dem Ziel, aus der Verwertung der verbliebenen Vermögenswerte die Gläubiger entsprechend ihrem Rang zu befriedigen.
Alternativ zum freiwilligen Antrag kann ein Verfahren gemäß Chapter 7 oder 11 auch auf Antrag von Gläubigern erzwungen werden (involuntary case). Im Normalfall sind hierfür die Anträge von drei Gläubigern mit ungesicherten Forderungen in einer Mindesthöhe (Stand April 2019: 15.775 US-Dollar) notwendig. Nur wenn der Schuldner weniger als zwölf Gläubigern gegenüber verpflichtet ist, reicht bereits der Antrag eines Schuldners. Auch dieses Verfahren hat die Erklärung der Insolvenzmasse zum Sondervermögen (estate) und eine Vollstreckungssperre zur Folge (automatic stay). Die order for relief für den Schuldner ergeht im Gegensatz zum freiwilligen Verfahren jedoch erst nach gerichtlicher Entscheidung, nachdem der Schuldner die Gelegenheit zum Widerspruch erhalten hat.
Das U.S. Bankruptcy Law gilt als grundsätzlich schuldnerfreundlich. Die Mehrheit der Insolvenzanträge wird von Schuldnern gestellt, während die Zahl der Gläubigeranträge im Verhältnis zum deutschen Recht gering ist. Als ein Grund hierfür gilt, dass bei der gerichtlichen Zurückweisung eines Gläubigerantrags dem Antragsteller möglicherweise hohe Schadensersatzforderungen drohen. Eine Insolvenz wird im amerikanischen Rechtsraum im weitesten Sinne als wirtschaftliche Normalität erachtet. Im Vergleich zum europäischen Raum ist sie für den Schuldner daher seltener mit gesellschaftlicher Ausgrenzung verbunden. Für gewerbsmäßige Schuldner zählt die Insolvenzbeantragung daher oftmals auch zu den kaufmännischen Strategien, insb. nach Chapter 11. Die überwiegende Mehrzahl der Unternehmensinsolvenzen steht jedoch unter Chapter 7. Auch bei Verbrauchern besteht die Mehrzahl der gestellten Schuldneranträge unter Chapter 7.